# Konik
A konik Lengyelország ősi lófajtája. A szó jelentése „kis ló”, marmagasságuk ritkán nagyobb 135 cm-nél, de nem azonosak a pónilovakkal.

## Története

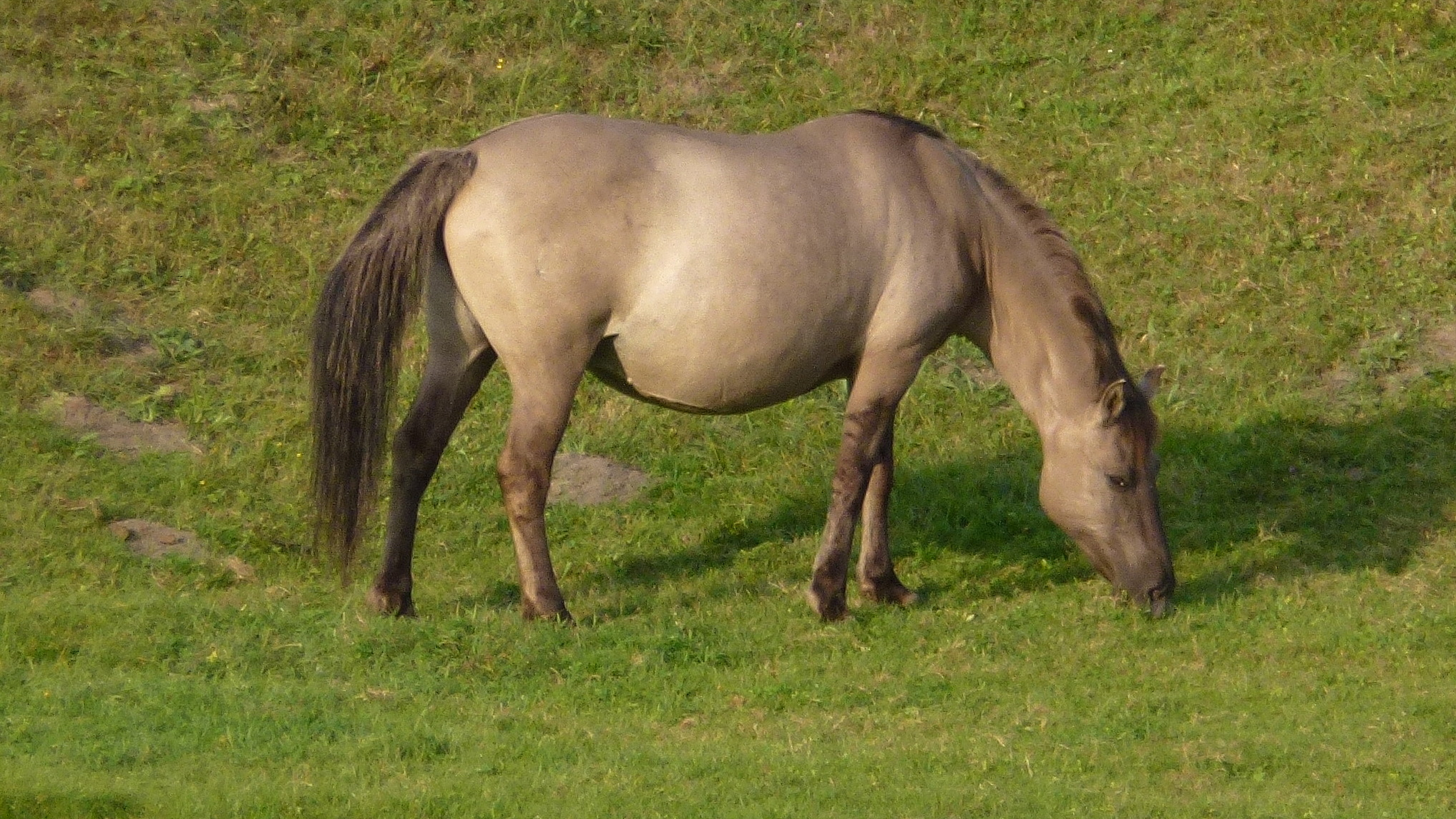

A konik egyike az életerős, primitív tarpánok kevés egyenes leszármazottainak. A fajtát keleti vér bevitelével „javították”. Hivatalosan elismert fajta, tenyésztését néhány állami lengyel ménesben, valamint számos magángazdaságban folytatják. Hosszú évek óta kiegyenlített fajta.

## Jellemzői
A konik megtartotta ősének, a tarpánnak minden  keménységét és robusztus testalkatát, de nyugodt vérmérsékletű, könnyen kezelhető és alkalmas arra, hogy viszonylag kevés takarmány mellett keményen dolgozzon. Mindenféle könnyebb mezőgazdasági munkára, vontatásra és fogatolásra alkalmazzák. Hátán hátszíj található.